# Soco (mercado)

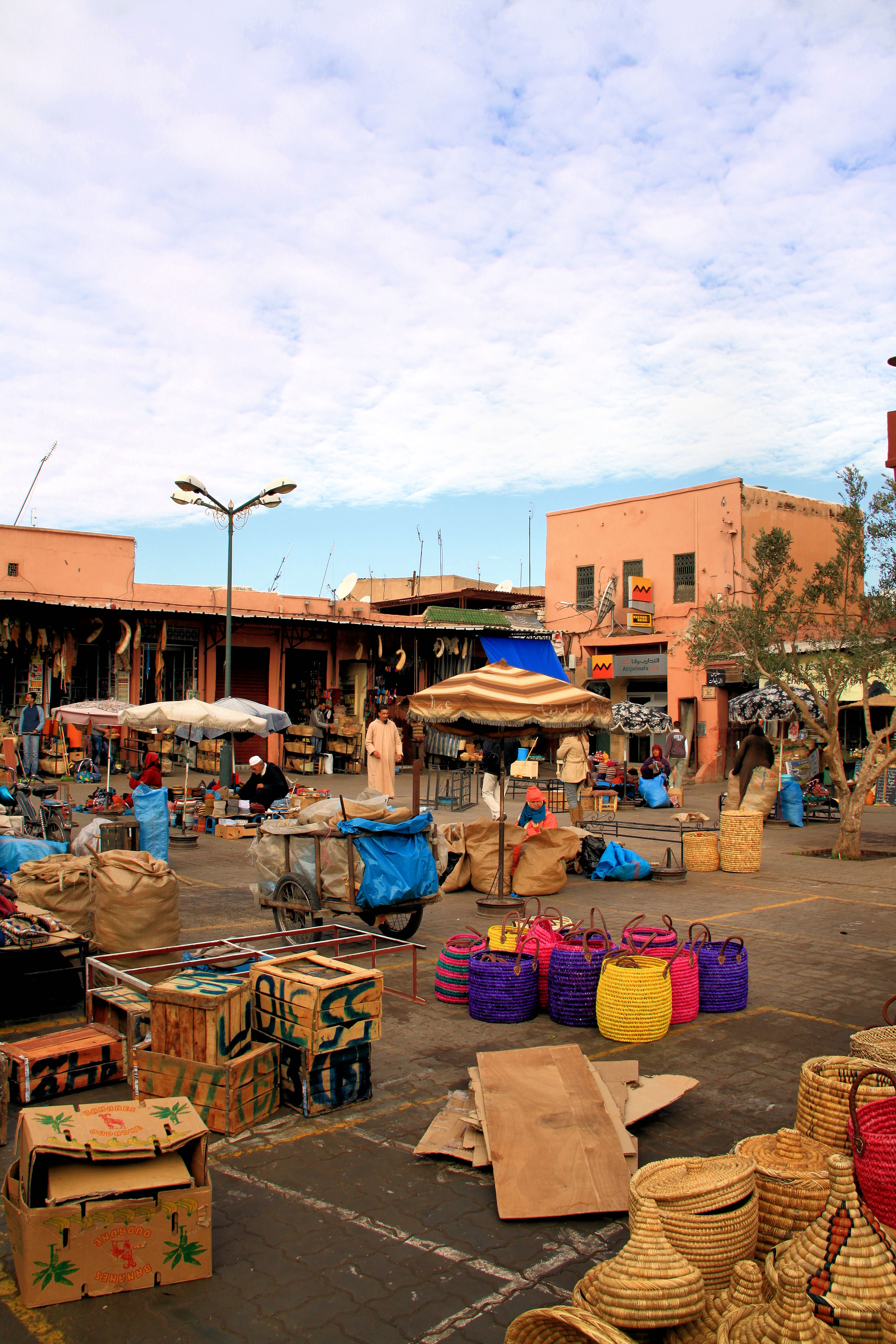
Um soco de Marraquexe pouco antes da sua abertura diária

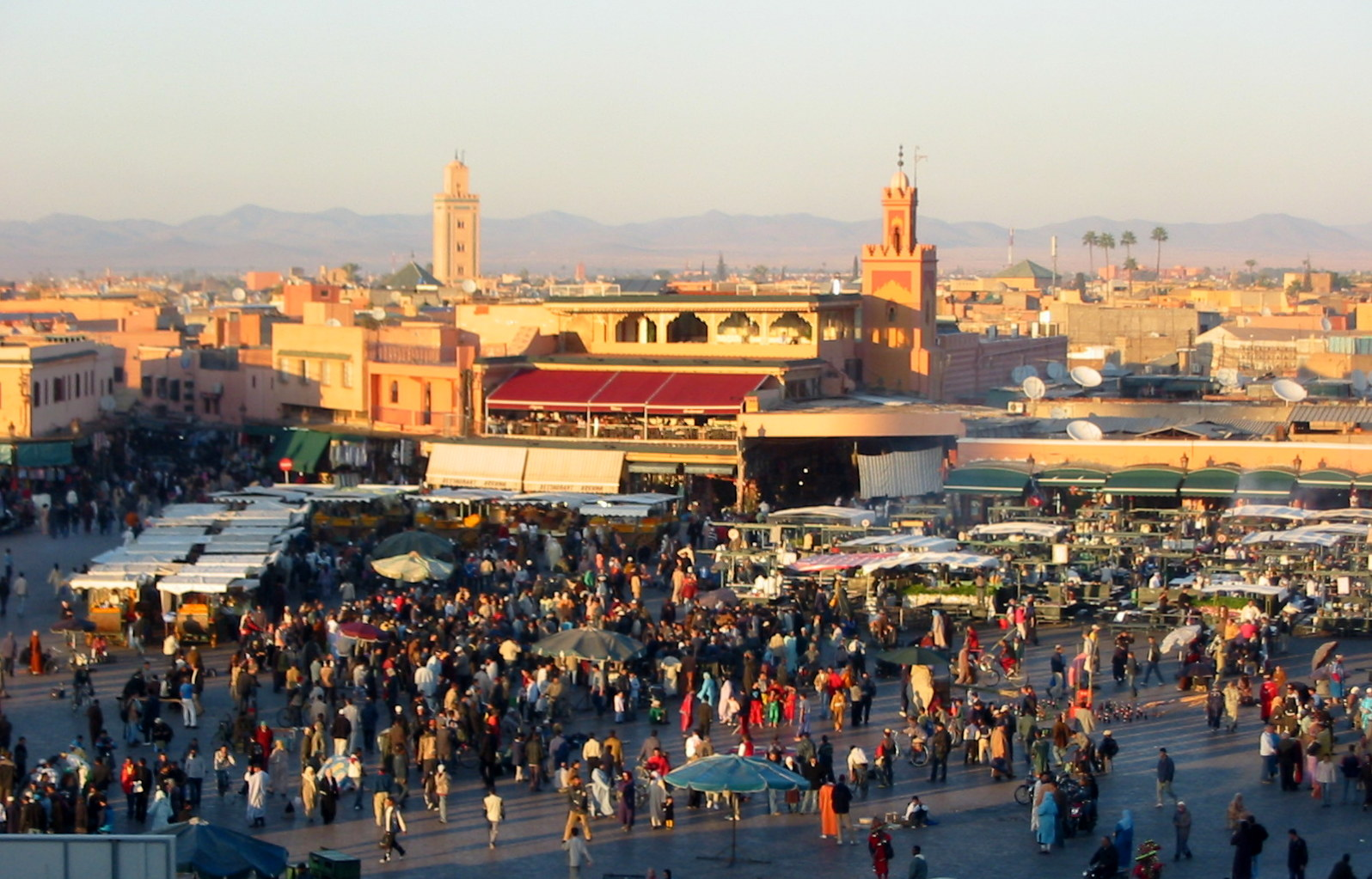
Vista da praça Jemaa El Fna, uma das entradas dos socos de Marraquexe

Soco ou azoque (do árabe سوق,, suque; em castelhano: zoco; frequentemente escrito como souk, como em francês ou souq, como em inglês) é um termo que geralmente designa um mercado tradicional ou feira periódica (tipicamente semanal) no Norte de África e países árabes, mas também é usado para designar zonas comerciais de uma cidade nessas regiões. O termo equivalente em turco e persa é bazar. Em amazigue (língua dos berberes), chama-se amenaz (lugar de venda).

## Descrição
Os socos decorrem quase sempre ao ar livre, exceto alguns que são de carácter permanente (conjuntos de lojas) e decorrem dentro das almedinas (centros históricos) das cidades, os quais podem ser cobertos. Existem socos rurais e socos urbanos e lá se encontram todos os produtos que procurados pelas populações de sociedades tradicionais. Além dos comerciantes a tempo inteiro, o soco é usado pelos produtores e artesãos para venderem diretamente os seus produtos, nomeadamente gado.
No caso dos socos fixos (zonas comerciais urbanas), é usual serem organizados por áreas especializadas em ramos comerciais ou ofícios específicos, como por exemplo, a alimentação, produtos rurais em bruto, vestuário, sapataria, artesanato rural (olaria, metalúrgia, ourivesaria, serviços como barbeiros, creches, transportes, etc.). Os produtos e comercializados são uma boa amostra do nível de vida e de quais os produtos característicos da região onde se situam.
Na maior parte dos casos, não há preços fixos num soco, sendo assumido por todos que a compra e venda envolve inevitavelmente regatear os preços. É também comum  que os vendedores interpelem quem passa junto à sua loja ou tenda até longe dela, tentando vender os seus produtos. O afã dos vendedores pode chegar a parecer, senão mesmo sê-lo realmente, ter um tom algo agressivo, principalmente quando os abordados são turistas menos experientes.
Além de lugares de comércio, os socos têm sido espaços de primeira importância na vida social, estando por isso muito presentes na literatura clássica e tradicional como cenário de grande parte das histórias. E também comum que os socos estejam na origem dos nomes das localidades onde se realizam, seja pelo dia da semana (ex: Suq al-Arbaa, mercado de quarta-feira), seja pelo tipo de mercadorias (ex: Suq al-Dawabb, mercado das bestas de carga).

## Tipos

### Temporário e sazonal
Um soco temporário e sazonal é realizado num horário definido que pode ser anual, mensal ou semanal. Os socos mais antigos eram estabelecidos anualmente e eram tipicamente festivais gerais realizados fora das cidades. Por exemplo, o Souk Ukadh era realizado anualmente em tempos pré-islâmicos numa área entre Meca e Taife (atual Arábia Saudita) durante o mês sagrado de Dulcada (Dhu al-Qi'dah). Embora um mercado movimentado, era mais famoso pelos seus concursos de poesia, julgados por poetas proeminentes como al-Khansa e al-Nabiga. Um exemplo de soco anual islâmico é al Mirbid nos arredores de Baçorá, no Iraque, também famoso pelas suas competições de poesia, além das suas atividades de narração de histórias.
Os socos temporários tendem a ser conhecidos por tipos específicos de produtos. Por exemplo, o Suq Hijr no Bahrein era conhecido pelas suas tâmaras, enquanto o Suq 'Adan era conhecido pelos seus temperos e perfumes. Mudanças políticas, económicas e sociais deixaram apenas os pequenos socos sazonais fora das aldeias e pequenas cidades, onde se vende principalmente gado e produtos agrícolas.
Os mercados semanais continuam a funcionar em todo o mundo árabe. A maioria deles são nomeados a partir do dia da semana em que são realizados. Geralmente têm espaços abertos especificamente designados para a sua realização uso dentro das cidades. Exemplos de mercados sobreviventes são o mercado de quarta-feira em Amã (Jordânia), especializado na venda de produtos usados; o mercado de Ghazl, realizado todas as sextas-feiras em Bagdade, especializado em animais de estimação.
Nas áreas tribais, onde operavam os socos sazonais, no período de operação de um soco era geralmente declarada uma trégua nos conflitos tribais, para permitir a troca desimpedida de bens excedentes. Apesar da centralidade do mercado do Oriente Médio, sabe-se relativamente pouco devido à falta de evidências arqueológicas.

### Permanente
Os socos permanentes ocorrem com mais frequência, mas são menos conhecidos, pois concentram-se na atividade comercial, não no entretenimento. Até à era omíada (661–750), os socos permanentes eram meramente um espaço aberto onde os mercadores montavam as suas barracas móveis durante o dia e removiam-nas à noite; ninguém tinha direito a uma localização específica e geralmente o primeiro a chegar era que escolhia o lugar. Durante a era omíada, os governos começaram a arrendar e depois vender locais a comerciantes. Os comerciantes construíram então lojas nos sues locais para armazenar os seus produtos à noite. Finalmente, a área que compreende um soco pode ser coberta. Com os seus becos longos e estreitos, o Soco al-Madina, em Alepo, é o maior mercado histórico coberto do mundo, com uma extensão aproximada de 13 quilómetros; faz parte do sítio "Cidade velha de Alepo" do Património Mundial da UNESCO desde 1986.

## História
Nas sociedades islâmicas tradicionais, o soco constituía um dos três centros funcionais das cidades, juntamente com o palácio dos governantes e com a mesquita. Ao contrário do palácio e da mesquita, o soco raramente se situava no centro da cidade, devido à presença de certos ofícios poder causar problemas devido ao ruído ou aos odores desagradáveis.

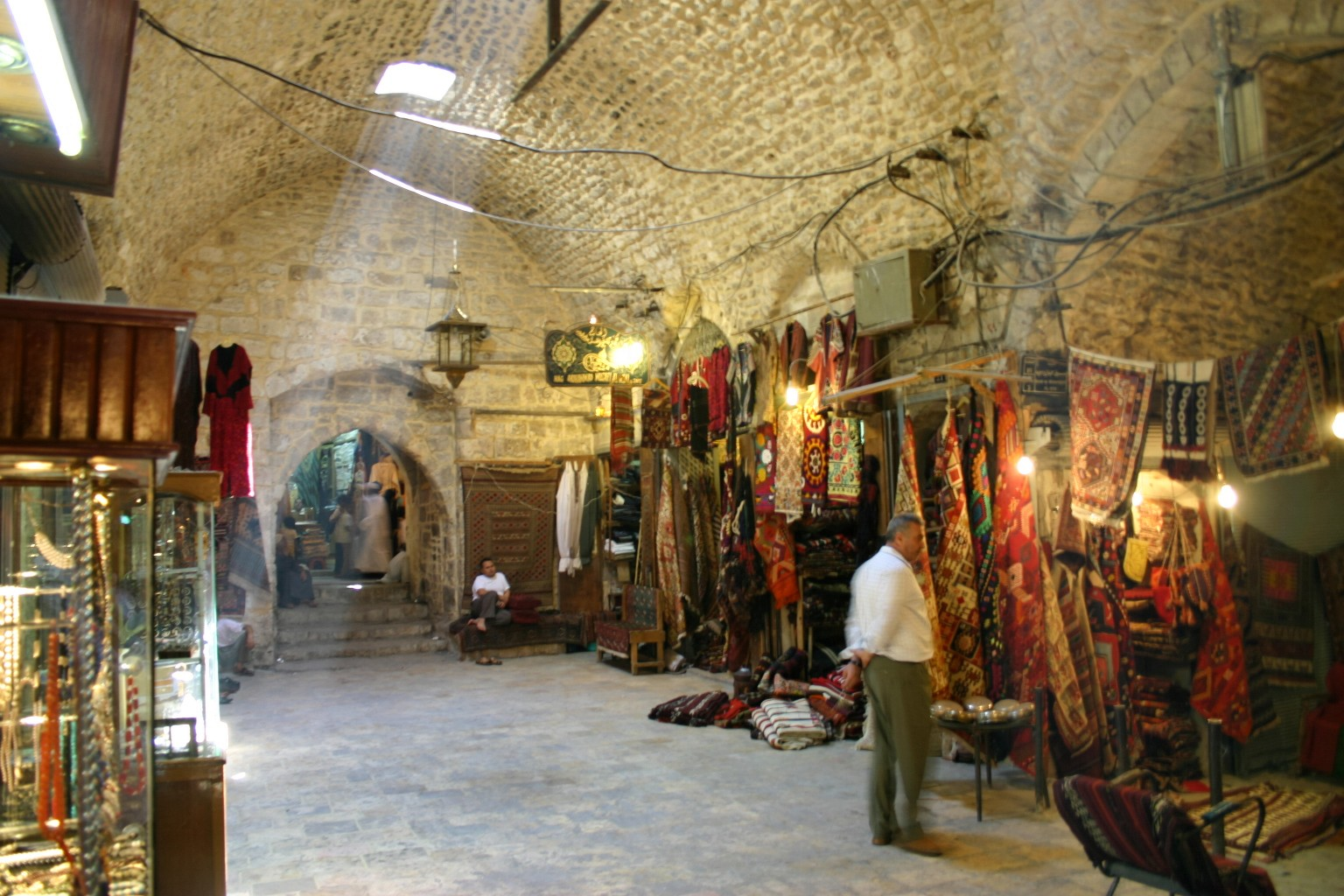
Um dos socos de têxteis Alepo, Síria

À semelhança das cidades medievais cristãs, a economia islâmica estava estruturada de forma corporativa, tendo cada ofício a sua corporação, que era representada junto do poder político pelo seu líder ou "mestre". Os socos eram administrados por um mutácibe ou superintendente (muhtasib) ou um "saíbe do soco" ou chefe do mercado (sahib al-suq) que tinham, entre outras atribuições, a de zelar pelo uso correto dos pesos e medidas, reprimindo as fraudes recorrendo a uma força policial especial, a xurta, que podia impor multas ou deter os infratores.
Os socos urbanos eram, e ainda são, e grande medida, organizados por mercadorias. Originalmente começaram por se desenvolver dentro no interior das muralhas, expandindo-se depois gradualmente de forma mais ou menos concêntrica, com as as profissões menos relacionadas com bens perecíveis no centro (que podiam ser, por exemplo, ourives e perfumistas), seguindo-se a área de produtos com impacto médio, como comida seca, têxteis e calçado e, na parte mais distante do centro, os ofícios e mercadorias mais "contaminantes", como os trabalhadores de metal em chapa, tintureiros, açougueiros, peixeiros, animais vivos, etc. Em cada género comercial, trabalhava-se junto dos concorrentes, a fim de facilitar a orientação dos clientes com pontos de referência.
A abertura e fecho das lojas e tendas eram marcados rigidamente por um horário fixo pelas autoridades, as quais também organizavam a admissão de aprendizes e a sua formação. O desempenho de um determinado ofício só era permitido aos filhos daqueles que a exerciam, ou por herança, exceto em casos expressamente autorizados pelo poder político ou pela corporação do ofício.